# Таскер, Брюс
Брюс Таскер (англ. Bruce Tasker; род. 2 сентября 1987, Лоренни, Пембрукшир, Великобритания) — британский бобслеист и легкоатлет. Участник зимних Олимпийских игр 2014 года в дисциплине из четырёх человек, где он завоевал бронзовую медаль.

## Биография
Таскер родился в 1987 году в деревне Лоренни (Уэльс). В юности Таскер был талантливым легкоатлетом, что привело в легкоатлетический клуб «Кармартен Харриерс» в возрасте 11 лет. Специализируясь на дистанциях 100, 200 и 400 метров, он побил клубные рекорды и выиграл чемпионат Уэльса на 200 метров в Суонси в 2008 году. В 2006 году он был признан лучшим спортсменом Великобритании среди юношей до 20 лет. Несмотря на это, ему не удалось достичь более весомых успехов в этом виде спорта, и он отказался от лёгкой атлетики в 2009 году.
В 2010 году, когда он учился на биохимика в Университете Бата, его познакомил с бобслеем британский пилот Джон Джеймс Джексон.
На Олимпийских играх 2014 года в Сочи финишировал в четвёрках пятым.
После дисквалификации Международным олимпийским комитетом Александра Зубкова и ряда российских бобслеистов за нарушение антидопинговых правил, их результаты показанные на Олимпийских играх 2014 года были аннулированы. В 2019 году произошло перераспределение медалей, в котором британская бобслейная четвёрка стала бронзовым призёром игр.
В октябре 2018 года был вынужден завершить профессиональную карьеру после того, как перенёс микроинсульт и не смог выступить на Олимпиаде в Корее.
В марте 2020 года Таскер принял участие в кулинарном шоу BBC1 MasterChef.